# Pastria
Pastria là một chi bướm ngày thuộc họ Bướm nâu.

## Các loài
- Pastria albimedia (Joicey & Talbot, 1917)
- Pastria grinpela Parsons, 1986
- Pastria pastria Evans, 1949